# Пиран (вещество)
Пиран (или оксин) является шестичленным гетероциклическим, неароматическим кольцом, состоящим из пяти атомов углерода и одного атома кислорода и имеет две двойные связи. Он имеет два изомера, которые различаются расположением двойных связей. В α-пиране насыщенный углерод находится в позиции 2, а в γ-пиране — в позиции 4.
γ-пиран был впервые описан в 1962 году после пиролиза 2-ацетокси-3,4-дигидро-α-пиране. Является нестабильным, частично при контакте с воздухом γ-пиран легко распадается на дигидропиран и ион пирилия, который легко гидролизуется в водной среде.